# 406 av. J.-C.
Cette page concerne l'année 406 av. J.-C. du calendrier julien proleptique.

## Événements
- 15 avril : éclipse lunaire observée à Athènes[1].

- Mai[2], deuxième guerre gréco-punique : les généraux carthaginois  Hannibal et Himilcon mettent le siège devant Agrigente. Agrigente recrute de nombreux mercenaires et reçoit une armée de secours de Syracusains et d’autres Siciliens sous la direction de Daphnaeos. Les Grecs, victorieux sur terre, subissent une lourde défaite sur mer. La ville, qui manque de ravitaillement, est abandonnée aux Carthaginois qui font un énorme butin.

- Printemps : Callicratidas remplace Lysandre à la tête des armées spartiates et bloque dans un premier temps Conon dans Mytilène[3].
- Été : Callicratidas est défait et tué à la bataille navale des îles Arginuses[4]. Athènes a fait appel à toutes les classes de la société, aux métèques, à qui elle donne la citoyenneté, et aux esclaves, qui reçoivent liberté et citoyenneté. Elle réussit à rassembler 110 navires, auxquels s’ajoutent 30 navires mouillés à Samos et 10 navires Samiens. Cette flotte réussit à battre la flotte de Sparte, désorientée par la perte de son chef Callicratidas aux îles Arginuses[3].

- Octobre : procès des stratèges à Athènes ; aux îles Arginuses, si les Athéniens n’ont perdu que 25 navires contre 70 pour Sparte, la tempête et les hésitations du commandement empêchent les Athéniens de recueillir les noyés et de repêcher les cadavres. Les stratèges, de retour à Athènes, sont condamnés à mort en bloc et exécutés malgré l’opposition de Socrate, désigné par tirage au sort à la magistrature suprême du conseil (prytane de la Boulê)[3].
- Décembre :
  - Himilcon prend Agrigente et la met à sac[2]. Ses habitants se réfugient à Géla ou à Syracuse.
  - Denys l'Ancien prend le pouvoir à Syracuse : après la prise d'Agrigente, Denys accuse les stratèges syracusains de trahison et demande leur condamnation sans procès. Une amende lui est infligée, qui est payée sur le champ par le riche Philistos. Les stratèges sont condamnés, et un nouveau collège est élu, dont fait partie Denys. Plus tard, Denys obtient le retour des bannis, anciens partisans d’Hermocrate. Envoyé à Géla pour organiser la résistance contre Carthage, Denys persuade le peuple de condamner à mort les citoyens les plus riches pour confisquer leurs biens et augmenter la solde des troupes. Denys rentre alors à Syracuse, dénonce la négligence des autres stratèges, et obtient les pleins pouvoirs dans l’armée (stratègos autokratôr). Il obtient par la ruse (en mettant en scène un faux attentat contre lui-même) une garde de 600 hommes qui lui permet de prendre le pouvoir. Il épouse la fille d’Hermocrate et fait condamner à mort ses opposants (Daphnaeos)[2].
- Élection à Rome de tribuns militaires à pouvoir consulaire : Publius Cornelius Cossus, Lucius Valerius Potitus, Cnaeus Cornelius Cossus et Cnaeus Fabius Vibulanus[5].

- Offensive de Rome contre les Volsques. Le tribun militaire Numerius Fabius Ambustus prend Anxur ( Terracine) et la transforme en une place forte chargée de couvrir le Latium vers le sud[5].

## Décès
- Hannibal de Giscon
- Euripide, tragique grec.
- Sophocle, tragique grec.
- Callicratidas.